# Złotokłos (herb szlachecki)
Złotokłos – polski herb szlachecki

## Opis herbu
Tarcza trójdzielna w słup na kształt litery "Y". W polu pierwszym błękitnym na podkowie srebrnej krzyż łaciński takiej barwy między dwiema podkowami srebrnymi zwróconymi do niego barkami. W polu drugim złotym orzeł czarny w koronie złotej. Pole trzecie dwudzielne w pas, w jego górnym polu, srebrnym trzy sześcioramienne złote gwiazdy (1 i 2), w dolnym czerwonym trzy złote kłosy. Trzy klejnoty: w prawym dwa białe skrzydła orle, w środkowym niedźwiedź wspięty barwy naturalnej z trzema złotymi kłosami w łapach i dwoma tymi samymi gwiazdami nad skrajnymi kłosami, w lewym ramię zbrojne srebrne z takim mieczem.

## Pochodzenie
Herb pochodzenia włoskiego zatwierdzony w Polsce indygenatem rodziny Orsettich w 1659 roku.

## Herbowni
Orsetti.